# Liste des lauréats et nommés français aux BAFTA
 (janvier 2021).
Cet article présente la liste des lauréats et nommés français aux BAFTA.

## Catégories

### BAFTA du meilleur en langue étrangère
Contrairement aux Oscars, les BAFTA Awards ne récompense pas un pays mais un film en langue étrangère, quel que soit sa ou ses nationalités. Ainsi, ne seront présentés que les films dont le réalisateur est français.
| Année | Statut  | Film                                | Réalisateur                       |
| ----- | ------- | ----------------------------------- | --------------------------------- |
| 1983  | Nommé   | Diva                                | Jean-Jacques Beineix              |
| 1984  | Nommé   | Vivement dimanche !                 | François Truffaut                 |
| 1985  | Nommé   | Un dimanche à la campagne           | Bertrand Tavernier                |
| 1985  | Nommé   | Le Retour de Martin Guerre          | Daniel Vigne                      |
| 1986  | Nommé   | Subway                              | Luc Besson                        |
| 1987  | Nommé   | 37°2 le matin                       | Jean-Jacques Beineix              |
| 1988  | Nommé   | Jean de Florette                    | Claude Berri                      |
| 1988  | Nommé   | Manon des Sources                   | Claude Berri                      |
| 1989  | Nommé   | Au revoir les enfants               | Louis Malle                       |
| 1990  | Lauréat | La Vie et rien d'autre              | Bertrand Tavernier                |
| 1991  | Nommé   | Milou en mai                        | Louis Malle                       |
| 1991  | Nommé   | Romuald et Juliette                 | Coline Serreau                    |
| 1992  | Nommé   | Cyrano de Bergerac                  | Jean-Paul Rappeneau               |
| 1992  | Nommé   | Le Mari de la coiffeuse             | Patrice Leconte                   |
| 1993  | Nommé   | Les Amants du Pont-Neuf             | Leos Carax                        |
| 1993  | Nommé   | Delicatessen                        | Marc Caro Jean-Pierre Jeunet      |
| 1994  | Nommé   | Indochine                           | Régis Wargnier                    |
| 1994  | Nommé   | Un cœur en hiver                    | Claude Sautet                     |
| 1996  | Nommé   | Les Misérable                       | Claude Lelouch                    |
| 1996  | Nommé   | La Reine Margot                     | Patrice Chéreau                   |
| 1997  | Lauréat | Ridicule                            | Patrice Leconte                   |
| 1997  | Nommé   | Nelly et Monsieur Arnaud            | Claude Sautet                     |
| 1998  | Lauréat | L'Appartement                       | Gilles Mimouni                    |
| 1998  | Nommé   | Lucie Aubrac                        | Claude Berri                      |
| 1999  | Nommé   | Le Bossu                            | Philippe de Broca                 |
| 2001  | Nommé   | La Fille sur le pont                | Patrice Leconte                   |
| 2001  | Nommé   | Harry, un ami qui vous veut du bien | Dominik Moll                      |
| 2002  | Nommé   | Le Fabuleux Destin d'Amélie Poulain | Jean-Pierre Jeunet                |
| 2004  | Nommé   | Être et avoir                       | Nicolas Philibert                 |
| 2004  | Nommé   | Les Triplettes de Belleville        | Sylvain Chomet                    |
| 2005  | Nommé   | Les Choristes                       | Christophe Barratier              |
| 2005  | Nommé   | Un long dimanche de fiançailles     | Jean-Pierre Jeunet                |
| 2006  | Lauréat | De battre mon cœur s'est arrêté     | Jacques Audiard                   |
| 2006  | Nommé   | Joyeux Noël                         | Christian Carion                  |
| 2006  | Nommé   | Le Grand Voyage                     | Ismaël Ferroukhi                  |
| 2008  | Nommé   | La Môme                             | Olivier Dahan                     |
| 2009  | Lauréat | Il y a longtemps que je t'aime      | Philippe Claudel                  |
| 2009  | Nommé   | Persepolis                          | Vincent Paronnaud Marjane Satrapi |
| 2010  | Lauréat | Un prophète                         | Jacques Audiard                   |
| 2010  | Nommé   | Coco avant Chanel                   | Anne Fontaine                     |
| 2011  | Nommé   | Des hommes et des dieux             | Xavier Beauvois                   |
| 2012  | Nommé   | Potiche                             | François Ozon                     |
| 2013  | Nommé   | Intouchables                        | Olivier Nakache Éric Toledano     |
| 2013  | Nommé   | De rouille et d'os                  | Jacques Audiard                   |
| 2014  | Nommé   | La Vie d'Adèle : Chapitres 1 et 2   | Abdellatif Kechiche               |
| 2017  | Nommé   | Dheepan                             | Jacques Audiard                   |
| 2017  | Nommé   | Mustang                             | Deniz Gamze Ergüven               |
| 2020  | Nommé   | Portrait de la jeune fille en feu   | Céline Sciamma                    |

### BAFTA du meilleur réalisateur
| Année | Statut  | Réalisateur         | Film                                  |
| ----- | ------- | ------------------- | ------------------------------------- |
| 1974  | Lauréat | François Truffaut   | La Nuit américaine                    |
| 1975  | Lauréat | Roman Polanski      | Chinatown                             |
| 1975  | Lauréat | Louis Malle         | Lacombe Lucien                        |
| 1982  | Lauréat | Louis Malle         | Atlantic City                         |
| 1983  | Nommé   | Costa-Gavras        | Missing                               |
| 1988  | Nommé   | Claude Berri        | Au revoir les enfants                 |
| 2002  | Nommé   | Jean-Pierre Jeunet  | Le Fabuleux Destin d'Amélie Poulain   |
| 2003  | Lauréat | Roman Polanski      | Le Pianiste                           |
| 2005  | Nommé   | Michel Gondry       | Eternal Sunshine of the Spotless Mind |
| 2012  | Lauréat | Michel Hazanavicius | The Artist                            |
| 2015  | Nommé   | Damien Chazelle     | Whiplash                              |
| 2017  | Lauréat | Damien Chazelle     | La La Land                            |

### BAFTA du meilleur acteur
| Année                    | Statut  | Acteur             | Film                           |
| ------------------------ | ------- | ------------------ | ------------------------------ |
| Meilleur acteur étranger |         |                    |                                |
| 1953                     | Nommé   | Pierre Fresnay     | Dieu a besoin des hommes       |
| 1954                     | Nommé   | Marcel Mouloudji   | Nous sommes tous des assassins |
| 1957                     | Lauréat | François Périer    | Gervaise                       |
| 1957                     | Nommé   | Pierre Fresnay     | Le Défroqué                    |
| 1958                     | Nommé   | Pierre Brasseur    | Porte des Lilas                |
| 1958                     | Nommé   | Jean Gabin         | La Traversée de Paris          |
| 1960                     | Nommé   | Jean Desailly      | Maigret tend un piège          |
| 1960                     | Nommé   | Jean Gabin         | Maigret tend un piège          |
| 1961                     | Nommé   | Yves Montand       | Le Milliardaire                |
| 1962                     | Nommé   | Philippe Leroy     | Le Trou                        |
| 1963                     | Nommé   | Jean-Paul Belmondo | Léon Morin, prêtre             |
| 1963                     | Nommé   | Georges Wilson     | Une aussi longue absence       |
| 1967                     | Nommé   | Jean-Paul Belmondo | Pierrot le Fou                 |
| Meilleur acteur          |         |                    |                                |
| 1988                     | Nommé   | Gérard Depardieu   | Jean de Florette               |
| 1988                     | Nommé   | Yves Montand       | Jean de Florette               |
| 1991                     | Lauréat | Philippe Noiret    | Cinema Paradiso                |
| 1992                     | Nommé   | Gérard Depardieu   | Cyrano de Bergerac             |
| 2012                     | Lauréat | Jean Dujardin      | The Artist                     |
| 2018                     | Nommé   | Timothée Chalamet  | Call Me by Your Name           |

### BAFTA de la meilleure actrice
| Année                       | Statut   | Actrice              | Film                                |
| --------------------------- | -------- | -------------------- | ----------------------------------- |
| Meilleure actrice étrangère |          |                      |                                     |
| 1953                        | Lauréate | Simone Signoret      | Casque d'Or                         |
| 1953                        | Nommée   | Edwige Feuillère     | Olivia                              |
| 1953                        | Nommée   | Nicole Stéphane      | Les Enfants terribles               |
| 1954                        | Lauréate | Leslie Caron         | Lili                                |
| 1958                        | Lauréate | Simone Signoret      | Les Sorcières de Salem              |
| 1959                        | Lauréate | Simone Signoret      | Les Chemins de la haute ville       |
| 1961                        | Nommée   | Emmanuelle Riva      | Hiroshima mon amour                 |
| 1962                        | Nommée   | Annie Girardot       | Rocco et ses frères                 |
| 1963                        | Nommée   | Anouk Aimée          | Lola                                |
| 1963                        | Nommée   | Jeanne Moreau        | Jules et Jim                        |
| 1966                        | Nommée   | Lila Kedrova         | Zorba le Grec                       |
| 1966                        | Nommée   | Simone Signoret      | La Nef des fous                     |
| 1967                        | Lauréate | Jeanne Moreau        | Viva Maria !                        |
| 1967                        | Nommée   | Brigitte Bardot      | Viva Maria !                        |
| 1967                        | Nommée   | Simone Signoret      | Compartiment tueurs                 |
| 1968                        | Lauréate | Anouk Aimée          | Un homme et une femme               |
| Meilleure actrice           |          |                      |                                     |
| 1969                        | Nommée   | Catherine Deneuve    | Belle de jour                       |
| 1974                        | Lauréate | Stéphane Audran      | Le Charme discret de la bourgeoisie |
| 1989                        | Nommée   | Stéphane Audran      | Le Festin de Babette                |
| 1995                        | Nommée   | Irène Jacob          | Trois couleurs : Rouge              |
| 1997                        | Nommée   | Kristin Scott Thomas | Le Patient anglais                  |
| 2001                        | Nommée   | Juliette Binoche     | Le Chocolat                         |
| 2002                        | Nommée   | Audrey Tautou        | Le Fabuleux Destin d'Amélie Poulain |
| 2008                        | Lauréate | Marion Cotillard     | La Môme                             |
| 2009                        | Nommée   | Kristin Scott Thomas | Il y a longtemps que je t'aime      |
| 2010                        | Nommée   | Audrey Tautou        | Coco avant Chanel                   |
| 2012                        | Nommée   | Bérénice Bejo        | The Artist                          |
| 2013                        | Lauréate | Emmanuelle Riva      | Amour                               |
| 2013                        | Nommée   | Marion Cotillard     | De rouille et d'os                  |

### BAFTA du meilleur acteur dans un second rôle
| Année | Statut  | Acteur            | Film                         |
| ----- | ------- | ----------------- | ---------------------------- |
| 1974  | Nommé   | Michael Lonsdale  | Chacal                       |
| 1979  | Nommé   | François Truffaut | Rencontres du troisième type |
| 1988  | Lauréat | Daniel Auteuil    | Jean de Florette             |
| 2019  | Nommé   | Timothée Chalamet | My Beautiful Boy             |

### BAFTA de la meilleure actrice dans un second rôle
| Année | Statut   | Actrice              | Film                              |
| ----- | -------- | -------------------- | --------------------------------- |
| 1969  | Nommée   | Simone Signoret      | Le Diable à trois                 |
| 1974  | Nommée   | Delphine Seyrig      | Chacal                            |
| 1995  | Lauréate | Kristin Scott Thomas | Quatre mariages et un enterrement |
| 1996  | Lauréate | Juliette Binoche     | Le Patient anglais                |
| 2010  | Nommée   | Kristin Scott Thomas | Nowhere Boy                       |
| 2018  | Nommée   | Kristin Scott Thomas | Les Heures sombres                |

### BAFTA du meilleur scénario
| Année | Catégorie                  | Statut   | Scénariste(s)                              | Film                                |
| ----- | -------------------------- | -------- | ------------------------------------------ | ----------------------------------- |
| 1970  | Meilleur scénario          | Nommé    | Costa-Gavras                               | Z                                   |
| 1972  | Meilleur scénario          | Nommé    | Jean-Claude Carrière                       | Taking Off                          |
| 1974  | Meilleur scénario          | Lauréat  | Jean-Claude Carrière                       | Le Charme discret de la bourgeoisie |
| 1975  | Meilleur scénario          | Nommés   | Louis Malle Patrick Modiano                | Lacombe Lucien                      |
| 1988  | Meilleur scénario adapté   | Lauréats | Gérard Brach Jean-Claude Carrière          | Jean de Florette                    |
| 1989  | Meilleur scénario adapté   | Lauréat  | Jean-Claude Carrière                       | L'Insoutenable Légèreté de l'être   |
| 1989  | Meilleur scénario original | Nommé    | Louis Malle                                | Au revoir les enfants               |
| 1992  | Meilleur scénario adapté   | Nommés   | Jean-Claude Carrière Jean-Paul Rappeneau   | Cyrano de Bergerac                  |
| 2002  | Meilleur scénario original | Nommés   | Jean-Pierre Jeunet Guillaume Laurant       | Le Fabuleux Destin d'Amélie Poulain |
| 2005  | Meilleur scénario adapté   | Nommés   | Christophe Barratier Philippe Lopes-Curval | Les Choristes                       |
| 2009  | Meilleur scénario original | Nommé    | Philippe Claudel                           | Il y a longtemps que je t'aime      |
| 2012  | Meilleur scénario original | Lauréat  | Michel Hazanavicius                        | The Artist                          |
| 2015  | Meilleur scénario original | Nommé    | Damien Chazelle                            | Whiplash                            |
| 2017  | Meilleur scénario original | Nommé    | Damien Chazelle                            | La La Land                          |

### BAFTA de la meilleure musique de film
| Année | Statut  | Compositeur       | Film                                  |
| ----- | ------- | ----------------- | ------------------------------------- |
| 1969  | Nommé   | Francis Lai       | Vivre pour vivre                      |
| 1970  | Nommé   | Georges Delerue   | Love                                  |
| 1970  | Nommé   | Michel Legrand    | L'Affaire Thomas Crown                |
| 1972  | Lauréat | Michel Legrand    | Un été 42                             |
| 1972  | Nommé   | Charles Dumont    | Trafic                                |
| 1975  | Nommé   | Francis Lai       | La Bonne Année                        |
| 1975  | Nommé   | Michel Legrand    | Les Trois Mousquetaires               |
| 1979  | Nommé   | Georges Delerue   | Julia                                 |
| 1986  | Lauréat | Maurice Jarre     | Witness                               |
| 1986  | Nommé   | Maurice Jarre     | La Route des Indes                    |
| 1990  | Nommé   | Maurice Jarre     | Le Cercle des poètes disparus         |
| 1992  | Lauréat | Jean-Claude Petit | Cyrano de Bergerac                    |
| 1997  | Lauréat | Gabriel Yared     | Le Patient anglais                    |
| 2000  | Nommé   | Gabriel Yared     | Le Talentueux Mr Ripley               |
| 2002  | Nommé   | Yann Tiersen      | Le Fabuleux Destin d'Amélie Poulain   |
| 2004  | Lauréat | Gabriel Yared     | Retour à Cold Mountain                |
| 2004  | Nommé   | Alexandre Desplat | La Jeune Fille à la perle             |
| 2005  | Nommé   | Bruno Coulais     | Les Choristes                         |
| 2007  | Nommé   | Alexandre Desplat | The Queen                             |
| 2009  | Nommé   | Alexandre Desplat | L'Étrange Histoire de Benjamin Button |
| 2010  | Nommé   | Alexandre Desplat | Fantastic Mr. Fox                     |
| 2011  | Lauréat | Alexandre Desplat | Le Discours d'un roi                  |
| 2012  | Lauréat | Ludovic Bource    | The Artist                            |
| 2013  | Nommé   | Alexandre Desplat | Argo                                  |
| 2015  | Lauréat | Alexandre Desplat | The Grand Budapest Hotel              |
| 2018  | Lauréat | Alexandre Desplat | La Forme de l'eau                     |
| 2019  | Nommé   | Alexandre Desplat | L'Île aux chiens                      |
| 2020  | Nommé   | Alexandre Desplat | Les Filles du docteur March           |